# Balázs Szirányi
Balázs Márton Szirányi Szomogy (Budapest, 10 gennaio 1983) è un ex pallanuotista ungherese naturalizzato spagnolo di ruolo centroboa.
Dopo esser cresciuto in Ungheria e aver indossato la calottina biancoverde del Ferencváros, si trasferisce in Spagna nel 2004 all'età di 22 anni. In Spagna trascorre la maggior parte della sua carriera, al punto da ottenere la nazionalità del Paese iberico. In bacheca vanta tre campionati spagnoli, tre Coppe del Re, due Supercoppe di Spagna e una LEN Champions League, trofei tutti conquistati con il Barceloneta.

## Palmarès

### Club
- Campionato spagnolo: 4

Barceloneta: 2012-13, 2013-14, 2014-15, 2015-16
- Copa del Rey: 4

Barceloneta: 2012-13, 2013-14, 2014-15, 2015-16
- Supercoppa di Spagna: 2

Barceloneta: 2013, 2014
- Coppa dei Campioni/Eurolega: 1

Barceloneta: 2013-14
- Supercoppa LEN: 1

Barceloneta: 2014
- Campionato ungherese: 1

Ferencvaros: 2018
- Coppe LEN: 2

Ferencvaros: 2016-17, 2017-18